# Paul F. Hoffman
Pour les articles homonymes, voir Paul Hoffman et Hoffman.
Paul Felix Hoffman, né le 21 mars 1941 à Toronto en Ontario au Canada, est un géologue canadien qui a occupé la chaire Sturgis Hooper de géologie à l'Université Harvard. Spécialiste du Précambrien, il est connu pour sa théorie de la Terre boule de neige élaborée avec Daniel P. Schrag. C'est aussi lui qui a le premier prédit la formation de l'Amasia (« Amasie »), l'hypothétique futur supercontinent terrestre (Amérique + Eurasie + Australasie).
Paul Hoffman obtient son baccalauréat en science à l'Université McMaster en 1964, passe sa maîtrise en science (1965) et son doctorat es science (1970) à l'université Johns-Hopkins.
Paul Hoffman a travaillé pour la Commission géologique du Canada et travaille actuellement à Université de Victoria au Canada. Il est Lauréat de la médaille Wollaston 2009.